# Кирдан Борис Петрович
Кирдан Борис Петрович (1 лютого 1920 (по документам — 25 вересня 1922),[джерело?] с. Ганно-Леонтовичеве, Кіровоградська область, — 10 серпня 2006) — український фольклорист і літературознавець, доктор філологічних наук з 1968.

## Біографія
Дитинство пройшло в селі Червоне Озеро Устинівського району Кіровоградської області. Батько Петро Петрович завідував семирічною школою, викладав українську мову і українську літературу. Вчителем російської мови та літератури, а також німецької мови була мама Єлизавета Денисівна (Колесник). У 1940 р Б. Кирдан з відзнакою закінчив середню школу № 7 Одеської залізниці (на вузловій станції Долинська).
Учасник Другої світової війни.
Закінчив 1951 року Московський державний універитет. 1953-83 — в Інституті світової літератури АН СРСР, з 1979 по 2004 — професор кафедри російської літератури Московського педагогічного державного університету.

## Праці[1][2]
- Українські народні думи 15-17 ст. (1962)
- Український народний епос (1965)
- Українські народні думи (1972)
- Збирачі народної поезії. З історії української фольклористики 19 ст. (1974)
- Народні співці-музиканти на Україні (1980)
- Кобзарі (1980)
- К. В. Квітка Вибрані статті ч.1, 1985 ч.2 1986